# Ravensthorpe Shire
Ravensthorpe Shire är en kommun i regionen Goldfields-Esperance i Western Australia. Kommunen har en yta på 9 829 km², och en folkmängd på 2 126 enligt 2011 års folkräkning. Huvudort är Ravensthorpe.
Jordbruk är den viktigaste näringen. Under slutet av 1800-talet präglades området av gruvindustrin, då guld och koppar bröts i området. På senare tid har gruvnäringen återuppstått, nu med brytning och förädling av nickel.